# 2013年度YAHOO!搜尋人氣大獎得獎名單
YAHOO!搜尋人氣大獎2013，於2013年12月1日香港時間晚上8時假香港展覽中心舉行。由森美和胡蓓蔚擔任司儀。

## 得獎名單

### 音樂獎項
- 人氣歌曲
  - 《錯過》 － 蔡卓妍
  - 《最好的時刻》 － 謝安琪
  - 《我的宣言》 － 周柏豪
  - 《夭心夭肺》 － 陳柏宇
  - 《說一句》 － 連詩雅
  - 《So In Love》 － 官恩娜
  - 《非凡人生》 － 鄭融
  - 《青春頌》 － 許廷鏗
  - 《諸葛亮》 － 薛凱琪
  - 《半邊生命》 － 梁漢文

- 人氣國語歌曲
  - 《桐花》 － 鍾欣潼
  - 《你把我灌醉》 － G.E.M.
  - 《愛的海洋》 － 曲婉婷

- 人氣MV
  - 《偶爾》 － G.E.M.
  - 《乾脆俐落》 － 官恩娜
  - 《半邊生命》 － 梁漢文

- 網上熱爆歌曲
  - 《負親》 － 小肥
  - 《玫瑰的故事》 － Gin Lee
  - 《雙子情歌》 － 羅力威

- 網上熱爆電影歌曲
  - 《講多變真》 － 沈震軒

- 樂壇新勢力
  - J.Arie
  - 平原習作
  - AGA

- 唱作歌曲
  - 《我的宣言》 － 周柏豪

- 人氣電視劇集主題曲
  - 《化蝶》 － 胡鴻鈞

- 人氣微電影主題曲
  - 《同林》 － 林峯

- 人氣合唱歌
  - 《從不喜歡孤單一個》 － 彭家麗

- 人氣改編歌
  - 《後來》 － 泳兒

- 人氣跳舞歌曲
  - 《周末畫報》 － 薛凱琪

- 年度熱搜歌曲
  - 《任我行》 － 陳奕迅

- 本地唱作歌手
  - 盧凱彤

- 人氣華人創作歌手
  - 曲婉婷

- 人氣票王
  - 鄭俊弘

- 人氣票后
  - 薛凱琪

- 人氣大碟
  - 《Cantopopsibility》 － C AllStar

- 人氣演唱會
  - 《G.E.M. 鄧紫棋XXX Live Concert 2013》 － G.E.M.

- 本地音樂組合
  - C AllStar
  - Dear Jane
  - RubberBand

- 本地男歌手
  - 周柏豪

- 本地女歌手
  - 容祖兒

### 電視電影獎項
- 電視男藝人
  - 李思捷

- 電視女藝人
  - 田蕊妮

- 人氣電視劇集
  - 衝上雲霄II

- 本地新演員（男）
  - 蔡瀚億

- 本地新演員（女）
  - 顏卓靈

- 人氣本地演員
  - 周秀娜

- 人氣本地電影
  - 狂舞派

- 人氣海外電影
  - 怪獸大學

- 人氣微電影
  - 愛在魅來1分鐘 － 林峯

- 人氣導演
  - 麥浚龍

- 搜尋人氣急升電視男藝人
  - 洪永城

- 搜尋人氣急升電視女藝人
  - 黃翠如

- 熱搜微電影女主角
  - 蔡卓妍

- 圖片搜尋次數最多的人物
  - 周秀娜

- 最熱門圖片搜尋男歌手
  - 林峯

- 最熱門圖片搜尋女歌手
  - 連詩雅

- 人氣急星（男）
  - 許廷鏗

- 人氣急星（女）
  - 龍小菌

- 圖片搜尋次數最多的人物
  - 周秀娜

### 亞太區獎項
- 最具號召力韓國主持人
  - 金鐘國

- 年度熱搜韓國藝人
  - 金賢重

- 風雲人物
  - 王維基

- 年度熱搜台灣藝人
  - 羅志祥

- 最具號召力香港男藝人
  - 杜汶澤

- 最具號召力香港女藝人
  - 蔡卓妍

## 參看
- YAHOO 搜尋人氣大獎2013